# Rhinocoeta jenisi
Rhinocoeta jenisi är en skalbaggsart som beskrevs av Krajcik 2006. Rhinocoeta jenisi ingår i släktet Rhinocoeta och familjen Cetoniidae. Inga underarter finns listade i Catalogue of Life.